# Zhuang od Zhoua
Kralj Zhuang od Zhoua (? - 682. pr. Kr.) (kin. 周莊王 Zhōu Zhuāng Wáng) ili kralj Chuang od Choua bio je petnaesti po redu vladar dinastije Zhou[ima li bolja unutarnja poveznica] i treći vladar Istočnog Zhoua. 

## Osobne informacije
| obiteljsko ime   | Ji (姬 jī) na kineskom                         |
| Osobno ime       | Tuo (佗 túo) na kineskom                       |
| Ime razdoblja    | nema                                           |
| Otac             | Huan od Zhoua                                  |
| Majka            | nepoznata                                      |
| Supruga          | nepoznata                                      |
| Djeca            | Kralj Xi od Zhoua                              |
| Dužina vladavine | 696. pr. Kr.-682. pr. Kr.                      |
| Grob             | nepoznat                                       |
| Hramsko ime      | nepoznato                                      |
| Kurtoazno ime    | nepoznato                                      |
| Posmrtno ime     | Zhuang 莊 (pinyin Zhuāng), doslovno: "svečani" |